# 古屋敬多
古屋敬多（1988年6月13日—），福岡縣福岡市出身的歌手，男子舞蹈團體Lead的成員。

## 經歷
- 福岡市立片江中學（二年級轉學至東京）、立志舎高中中途退學。
- 因為崇拜DA PUMP的關係，小學四年級開始在家附近的舞蹈教室學習。
- 喜歡棒球，是福岡軟體銀行鷹隊的狂熱支持者。
- 有一位哥哥（大1歲）及一位妹妹（小5歲）。
- 特技是模仿。
- 2004年～2005年間長高13公分，目前身高為170公分。
- 老家有兩隻狗，一隻是巴哥犬與拉布拉多的混血、另一隻為馬爾濟斯。

## 演出
- 團體演出請參照Lead的頁面
- 粗體字為主演

### 電影
- DeepLove～步之物語～（2004年） 飾 鏡義之

### 電視劇
- DeepLove～步之物語～（2004年10月-12月、東京電視台） 飾 鏡義之
- WATER BOYS （2005年）
- 愛上我的甜品店（2012年1月22日 - 2月26日、LaLaTV）飾 間宮黎司
- LISMO Drama! 愛上我的甜品店（2012年2月　LISMO Channel）飾 間宮黎司

### 手機連續劇
- 「借金カノジョ （页面存档备份，存于）」（欠債女友）（監督：須田基之、全12話） 飾 岡村幸輝
- 「FLOWERS 〜純潔のユリ〜 （页面存档备份，存于）」（FLOWERS 〜純潔的百合〜）（監督：小澤雅人、全3話） 飾 幸成
- 「彼女と僕と図書館で （页面存档备份，存于）」（女友與我與圖書館）（監督：岡島明、全3話） 飾 圭吾

### 電台節目
- ノン子とのび太のアニメスクランブル(2013年7月11日　文化放送)

### 舞台劇
- 「新・日之丸餐廳」（新・日ノ丸レストラン）（2011年4月9日-4月17日、東京・Owl Spot） 飾 一郎
- 「愛上我的甜品店」（恋する私のベーカリー）（2011年12月17日-12月25日、Theater Sun Mall） 飾 間宮黎司
- 「SUPERLOSERZ SAVE THE EARTH　敗者救世界」（SUPERLOSERZ SAVE THE EARTH　負け犬は世界を救う）(2015年12月5日-15日、東京・新国立劇場 中劇場·2016年1月7日-11日 　 大阪・Theater BRAVA!)
- 音樂劇「PRISCILLA - QUEEN OF THE DESSERT」（プリシラ）（2016年12月8日-12月29日、日生劇場） 飾 Adam（Felicia）

### 綜藝節目
- ワンナイR&R（One Night Rock'n Roll）(2004年3月17日、富士電視台)
- 一狩りいこうぜ!(2011年3月14日、21日　東京電視台)
- ヒルナンデス!(2012年3月1日　日本電視台)VTR中演出